# Jīva
Jīva (sanscrito जीव) è un termine sanscrito di genere maschile o neutro, che indica l'essere vivente individuale. In ultima analisi, il Jīva non è altro che l'Ātman Assoluto ed identico al Brahman. È solo per "avidyā", la mutua sovrapposizione tra Sé-Ātman e non-sé, dalla quale segue māyā, che il Sé-Ātaman è conosciuto illusoriamente come Jīva.
Tale termine compare per la prima volta nella letteratura vedica nel Chandogya Upaniṣad (6° prapathaka, 3 khanda), una delle Upaniṣad più antiche (VII secolo a.C.): «Delle creature tre sono i modi di nascere: da un uovo (anda-ja), dal grembo materno (jiva-ja), da un germoglio».
In questo significato jiva viene inteso come l'essere vivente nato vivo, ovvero la coscienza empirica e la sua struttura biologica. 
Con questo significato tale termine compare successivamente negli agama-nikaya del primo Buddhismo (IV secolo a.C.) dove viene menzionato dal Buddha Shakyamuni tra gli inesprimibili (sanscrito avyakrtavastuni). Così nel Digha Nikaya (1,157 e 188) il Buddha Shakyamuni considera inesprimibile la risposta alla domanda se il principio vitale/coscienza (jiva) sia identico al corpo o meno.
Nello stesso periodo in ambito giainista il termine inizia ad acquisire un diverso e più articolato significato legato alla concezione di una sostanza spirituale (jiva) che si differenzia da una sostanza inanimata (ajiva) che con altre 5 "verità fondamentali" (asrava, bandha, samvara, nirjara e moksa) corrisponde alla dottrina giainista elencata nel Tattvarthadhigamasutra (1,4).
Questa evoluzione terminologica nel Giainismo si ripercuoterà nella riflessione tardo vedica, intorno al II secolo a.C., della Bhagavadgītā.
Nel periodo post-vedico dei Purāṇa (Bhagavata Purana, intorno al V secolo d.C.) esso incontra un altro termine "tecnico" della riflessione vedica, l'ātman, e lo incrocia nel jivatman (anima individuale) che si distingue dal paramatman (anima cosmica). Più tardi, in ambito vaisnava acquisisce il significato di essenza immortale dell'essere vivente (umano, animale, etc.) che sopravvive dopo la morte fisica.
In alcune teologie induiste, anche contemporanee, indica un concetto molto simile a quello di Ātman, il Sé, l'essenza, ed a quello di anima. Ma a differenza dell'Ātman, la jīva è l'io specifico, individuale e soggettivo.